# Río Sotillo (vattendrag i Spanien, lat 42,40, long -6,72)
Río Sotillo är ett vattendrag i Spanien. Det ligger i den nordvästra delen av landet, 300 km nordväst om huvudstaden Madrid.